# 1045
1045 је била проста година.

## Догађаји
- Брак краља Едварда Исповедника са Едитом (Егитом), ћерком Годвина, грофа од Весекса.
- Харолд II, Годвинов други син, постаје гроф од Источне Англије.
- Папа Силвестер III је изабран за новог римског папу.
- Папа Бенедикт IX се враћа у Рим и постаје римски папа по други пут.
- Папа Бенедикт IX продаје свој престо свом куму Јовану Грацијану, који постаје папа Гргур VI. Три папе: Гргур VI, Бенедикт IX и Силвестер III деле Рим између себе.
- Смрт Марије Склерене, љубавнице византијског цара Константина IX Мономаха. Цар Константин Мономах је подмукло намамио јерменског краља Гагика II у Цариград и задржао га на свом двору.
- Пад Анија, припајање јерменског краљевства Византијском царству.
- На грчком острву Хиос, по наређењу цара Константина IX Мономаха, изграђен је чувени Нови манастир.
- Јарослав Мудри је пружио војну помоћ свом зету, мађарском принцу Андреју, и помогао му да се учврсти на мађарском престолу.
- Темељи саборне цркве Свете Софије постављени су у Великом Новгороду.